# 335 Roberta
335 Roberta (mednarodno ime je tudi 335 Roberta) je precej velik asteroid tipa  FP (po Tholenu) oziroma asteroid tipa B ˙(po SMASS) v glavnem asteroidnem pasu. 

## Odkritje
Asteroid je odkril nemški astronom Anton Staus ( 1872 – 1955) 1. septembra 1892 v Heidelbergu. Imenuje se po Robertu von Osten-Sackenu (1828 – 1906), ruskem diplomatu in entomologu.

## Lastnosti
Asteroid Roberta obkroži Sonce v 3,89  letih. Njegova tirnica ima izsrednost 0,174, nagnjena pa je za 5,093° proti ekliptiki. Premer asteroida je okoli 89 km.